# 三氟乙酸亚铊
三氟乙酸亚铊是一种有机酸盐，化学式为TlOCOCF3。它可由碳酸亚铊和三氟乙酸反应制得。

## 应用
它可用于制备三氟乙酸根的配合物，如它和[RhCl(C2H4)2]2在戊烷中反应，可以得到[Rh(OCOCF3)(C2H4)2]2；它和[(C3H5)3WCl]2反应，可以得到(C3H5)3WO2CCF3。